# Xilene
Il termine xilene si riferisce a tre molecole isomere di idrocarburi aromatici, i dimetilbenzeni. Questi sono l'orto-xilene, il meta-xilene e il para-xilene, tutti aventi formula molecolare C8H10, o formula semistrutturale (CH3)2C6H4. I prefissi orto-, meta- e para- indicano le posizioni relative dei gruppi metilici presenti nel loro anello benzenico. Nella nomenclatura IUPAC l'isomero orto- prende il nome di 1,2-dimetilbenzene, quello meta- 1,3-dimetilbenzene e quello para- 1,4-dimetilbenzene.
La miscela di isomeri viene generalmente chiamata, più che altro a livello commerciale, xilene o, più precisamente, xileni. Si tratta di un liquido incolore, immiscibile in acqua, infiammabile e avente un odore lievemente dolce. Le proprietà chimico-fisiche variano leggermente da isomero a isomero.
Si trova naturalmente nel petrolio, nel catrame, viene utilizzato nei pennarelli indelebili e si può formare negli incendi boschivi.

## Etimologia
La parola xilene deriva dall'unione del prefisso xilo- col suffisso -ene. La prima particella (xilo-) deriva dal greco ξύλον (xylon) che significa "legno" e appunto introduce una serie di parole che hanno a che fare col legno o più in generale con le piante (vedi xilema, xilofono, xilografia, ecc.). La seconda particella "ene" identifica, per la nomenclatura IUPAC, tutti gli idrocarburi che contengono doppi legami.

## Storia
Lo xilene fu isolato per la prima volta nel 1850 dal chimico francese Auguste Cahours (1813–1891), e venne nominato così essendo stato scoperto come costituente del catrame di legno.

## Usi
Le industrie chimiche producono lo xilene a partire dal petrolio, ed è utilizzato come solvente nella stampa, per la lavorazione delle gomme e del cuoio. Viene anche usato come agente pulente per acciai, come componente e come diluente per vernici. Lo si può anche trovare in piccole quantità nella benzina per aviogetti e nel gasolio per autotrazione. Con gli agenti ossidanti (come il permanganato di potassio KMnO4) il gruppo metile viene ossidato ad acido carbossilico e per ossidazione di entrambi i gruppi metile verso l'acido, l'o-xilene forma l'acido ftalico mentre il p-xilene forma l'acido tereftalico.
Un altro utilizzo frequente dello xilene è nell'ambito dei laboratori d'analisi che processano campioni istologici; infatti i campioni, dopo essere stati inclusi in paraffina, devono essere sparaffinati e portati fino all'acqua per poter essere colorati. Essendo la paraffina un sotto prodotto della raffinazione del petrolio, è solubile al 100% con lo xilene che viene appunto utilizzato per eliminare ogni traccia di paraffina dalle sezioni istologiche durante la fase di diafanizzazione/idratazione del campione.

## Struttura
Lo xilene è un idrocarburo o, più specificamente, in quanto derivato del benzene, un idrocarburo aromatico. Lo xilene è simile al benzene e avendo una struttura planare è molto stabile. È solubile in alcool etilico e etere etilico ma insolubile in acqua. Lo xilene viene talvolta miscelato con l'etilbenzene quando viene sintetizzato per fini commerciali che richiedono una miscela degli isomeri (o-, m-, p-). Questa miscela è incolore a temperatura ambiente. Il p-xilene forma cristalli a basse temperature, dato il suo relativamente alto punto di fusione.

## Effetti sulla salute

### Inalazione
La soglia di rilevabilità dell'odore dello xilene varia da persona a persona: il limite di concentrazione sotto cui la maggior parte delle persone non lo percepisce è 0,8 ppm fino ad arrivare a 40 ppm. L'effetto principale dell'inalazione dei vapori di xilene è la depressione del sistema nervoso centrale, con sintomi quali mal di testa, vertigini, nausea e vomito. Ad una breve esposizione di 100 ppm, si possono avvertire nausea, mal di testa, irritazione delle vie respiratorie superiori e degli occhi.
Fino ad una concentrazione di circa 200 ppm, gli effetti collaterali sono reversibili e non causano danni permanenti. L'esposizione a lungo termine però ad una concentrazione simile, può portare a mal di testa, irritabilità, depressione, insonnia, agitazione, estrema stanchezza, tremori, perdita dell'udito, ridotta concentrazione e perdita di memoria a breve termine.
Ad una breve esposizione compresa tra 200 e 500 ppm, i sintomi possono includere vertigini, debolezza, irritabilità, vomito e tempi di reazione rallentati. Una condizione chiamata encefalopatia cronica indotta da solventi, è stata associata all'esposizione allo xilene. Ci sono pochissime informazioni disponibili che isolano lo xilene da altre esposizioni a solventi nell'esame di questi effetti. Anche i disturbi dell'udito sono stati collegati all'esposizione allo xilene, sia da studi con animali da esperimento, sia da studi clinici. Esposizioni a lungo termine di concentrazioni comprese tra 200 e 500 ppm possono portare a depressione, ridotta capacità di movimenti e concentrazione.
Gli effetti dell'inalazione dello xilene ad alte concentrazioni sono state studiate sugli animali. Una breve esposizione fino a 6000 ppm di xilene, ha prodotto ingenti danni epatici, perdita del tono muscolare, sonnolenza e tremori. 6 ore di esposizione a queste concentrazioni hanno portato alla morte dopo 14 giorni, potendo così calcolare la dose letale alla quale metà dei soggetti muore (LD50). La LD50 varia da 200 a 5000 mg/kg per gli animali.

### Ingestione e contatto con pelle e occhi
Una delle vie di trasmissione più comuni all'uomo è il lavaggio delle cisterne di petrolio, che finendo nelle falde acquifere, le contaminano con lo xilene. Nel caso di ingestione, è necessario contattare immediatamente un centro antiveleni. Lo xilene è irritante per la pelle e priva la pelle dei suoi oli, rendendola più permeabile ad altre sostanze chimiche. Si raccomanda l'uso di guanti e maschere impermeabili, insieme a respiratori ove appropriato, per evitare problemi di salute sul lavoro dovuti all'esposizione allo xilene.

### Meccanismo di tossicità
Il basso peso molecolare e la natura idrofoba degli xileni, consente loro di non incontrare particolari difficoltà ad attraversare le membrane cellulari, compresa la barriera emato-encefalica. Tendono inoltre, ad accumularsi nel tessuto adiposo e nelle cellule con membrane estese, come quelle della glia.
Il meccanismo di tossicità non è noto, sebbene uno studio in vitro che utilizzava membrane di cellule umane e di ratto ha dimostrato che gli xileni e altri solventi con proprietà anestetiche potrebbero legarsi alle proteine transmembrana, alterando così le loro attività. Altri studi hanno scoperto che l'esposizione cronica agli xileni influenza il sistema di supporto degli assoni, provocando astrogliosi. L'esposizione agli xileni ha ridotto il trasporto di materiali lungo gli assoni delle terminazioni nervose nei ratti. Lo xilene sembra quindi danneggiare il cervello.
La IARC ha classificato la mistura di xileni come non cancerogena per l'uomo (gruppo 3) poiché non ci sono evidenze scientifiche che suggeriscano la sua cancerogenicità.
Un limitato numero di studi indicano che alte concentrazioni di xilene sulle persone in gravidanza aumentano il numero di aborti spontanei oppure avendo effetti ritardati su di essi. Non è conosciuto se lo xilene si trasmetta dalla madre al figlio durante la gravidanza. A causa della limitatezza di questi studi come il basso numero di campioni, non c'è rilevanza statistica tra l'assorbimento di xilene e effetti sulla riproduzione.
I dati che dimostrano l'epatotossicità dello xilene sono limitati. I dati umani sono principalmente limitati a casi clinici. L'autopsia di un operaio deceduto dopo esser stato esposto ad una concentrazione di circa 10000 ppm, ha rivelato una congestione epatica con tumefazione e vacuolizzazione delle cellule nelle aree centrolobulari. Altri due lavoratori esposti allo xilene sopravvissuti presentavano solo una lieve compromissione epatica, come indicato da un aumento dell'attività delle transaminasi sieriche oltre 48 ore dopo l'esposizione, dopodiché l'attività enzimatica è tornata a livelli normali.

## Metabolismo
Il principale meccanismo di disintossicazione è l'ossidazione epatica ad acido metilbenzoico. Quest'ultimo viene ulteriormente metabolizzato in acido metilippurico ed escreto nelle urine. La presenza di acido metilippurico nelle urine può essere utilizzata come biomarcatore per determinare l'esposizione allo xilene.
Vie secondarie di eliminazione sono l'idrossilazione a dimetilfenolo e l'escrezione urinale tal quale.
L'eliminazione metabolica degli xileni è abbastanza veloce e questo è il motivo del fatto che alcuni effetti collaterali sono transienti.